# Chrysididae

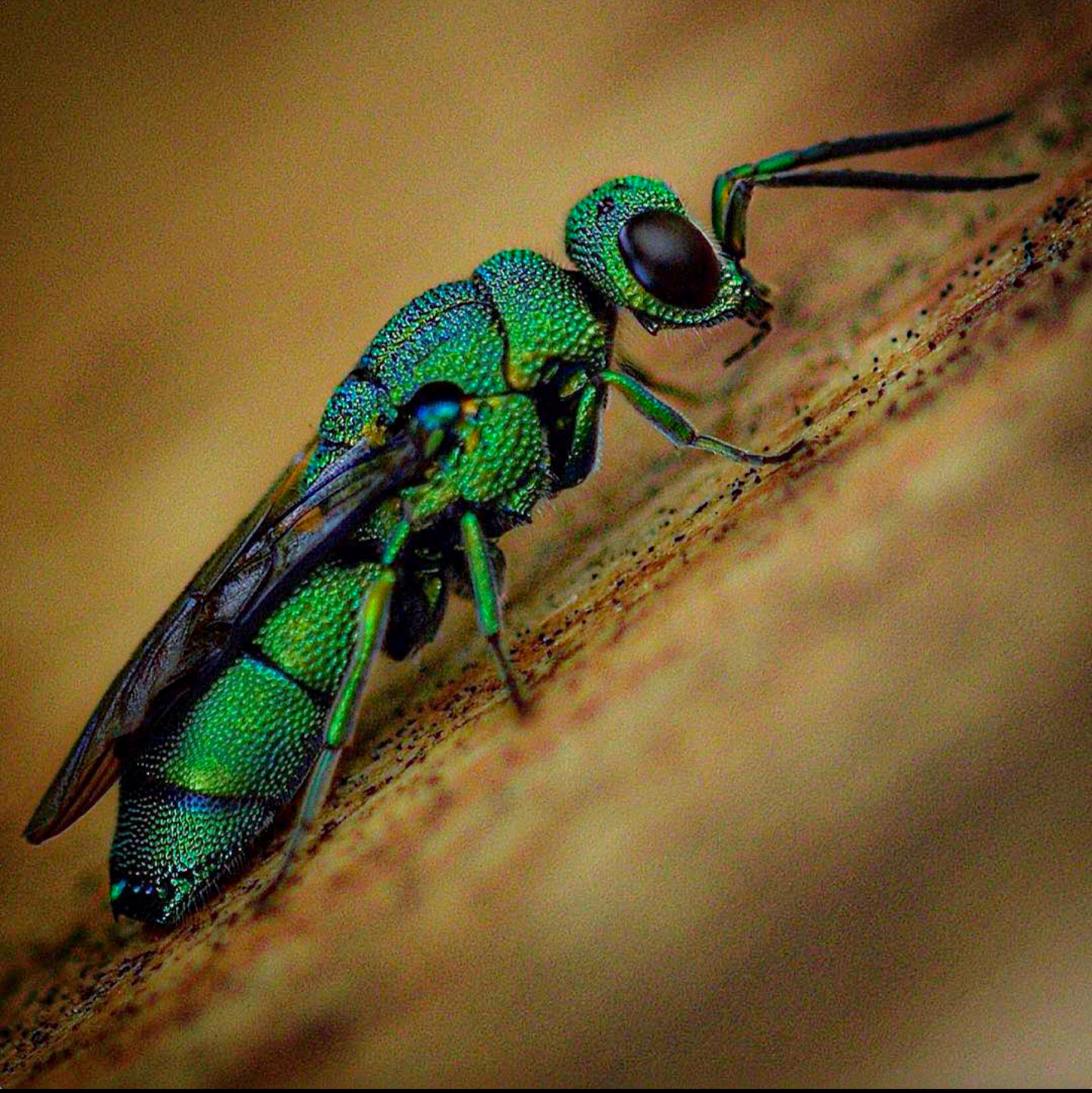
Chrysididae

Los crisídidos (Chrysididae) son una familia de himenópteros apócritos conocidos vulgarmente como avispas doradas o avispas cuco. Es una familia cosmopolita con más de 3.000 especies descritas. Son parasitoides o cleptoparasitoides. En general son avispas de colores brillantes metálicos, verdes, rojos o azules, por lo que también se las suele llamar avispas joyas, avispas de oro o avispas esmeralda. La cubierta corporal suele tener una textura labrada.
Miden 6 a 12 mm. Las antenas de las hembras tienen 12 segmentos, las de los machos, 13. El aguijón de la hembra ha sido modificado en un tubo para depositar los huevos, así que, a diferencia de otros Aculeata, no pueden picar.
Presentan su mayor diversidad de especies en zonas desérticas. Suelen estar asociadas con las especies que parasitan, abejas solitarias o de otras avispas, las cuales a su vez poseen la mayor variedad de especies en tales regiones.
Los más conocidos son los miembros de la subfamilia más grande, Chrysidinae. Generalmente son cleptoparásitos que depositan sus huevos en los nidos de sus huéspedes, donde la larva consume el huevo o larva del huésped y después el alimento almacenado. Otras subfamilias son parasitoides de avispas sierra o de insectos palo.